# Сульфид-иодид висмута
Сульфид-иодид висмута — неорганическое соединение металла висмута с формулой BiSI, образует серые кристаллы.

## Получение
- Сплавление иодида висмута с сульфидом висмута(III):

{\displaystyle {\mathsf {BiI_{3}+Bi_{2}S_{3}\ {\xrightarrow {T}}\ 3BiSI}}}